# جوديث موريس
جوديث موريس (بالإنجليزية: Judy Morris)‏ (و. 1947  م) هي كاتبة سيناريو، ومخرجة أفلام، وممثلة أفلام أسترالية، ولدت في كوينزلاند.

## وصلات خارجية
- جوديث موريس على موقع IMDb (الإنجليزية)
- جوديث موريس على موقع ألو سيني (الفرنسية)
- جوديث موريس على موقع أول موفي (الإنجليزية)
- جوديث موريس على موقع قاعدة بيانات الأفلام السويدية (السويدية)
- جوديث موريس على موقع قاعدة بيانات الفيلم (الإنجليزية)
- جوديث موريس على موقع كينوبويسك (الروسية)